# Skip Marley
Skip Marley (* 4. června 1996) je jamajský zpěvák. Jeho matkou je zpěvačka Cedella Marley, dcera hudebníka Boba Marleyho, a otcem David Minto. Narodil se v Kingstonu na Jamajce a vyrůstal v Miami. V dospívání se učil hrát na klavír, bicí, kytaru a baskytaru. Svůj první sólový singl nazvaný „Cry to Me“ vydal roku 2015. Později absolvoval turné se svými strýci Damianem a Stephenem, nazvané Catch a Fire. Později vydal několik dalších vlastních singlů a roku 2017 se podílel na hitu zpěvačky Katy Perry „Chained to the Rhythm“.